# Coral-sol
O coral-sol é uma espécie de coral que pertence ao gênero Tubastraea, que pode ser encontrado nas águas de Timor-Leste . Espalha-se por profundidades que vão de 50 centímetros a 15 metros. No Brasil, tais corais constituem uma ameaça, pois eles são agressivos a espécies nativas de corais, como o coral-cérebro (Mussismilia hispida), uma espécie que só existe no Brasil.
O coral-sol se tornou uma verdadeira praga na Baía de Ilha Grande, Rio de Janeiro, de onde está se espalhando pela costa brasileira. Poucas ilhas conseguiam deter seu avanço por meio de operações rotineiras de retirada manual promovidas pela Estação Ecológica de Tamoios (operações eclipse), no entanto, as ações de manejo foram interrompidas em junho de 2022, com a paralisação do Projeto Eclipse. Essa espécie é muito agressiva e eficiente na reprodução, o que acaba eliminando, através da competição, as espécies nativas, causando um grande desequilíbrio.
O coral-sol foi levado a Baía de Ilha Grande na década de 1980 aderida a plataformas de petróleo. Nesse ambiente encontrou um lugar perfeito para sua reprodução, pois não havia predadores para essa espécie exótica.